# Daybreak (1931)
Daybreak is een Amerikaanse dramafilm uit 1931 onder regie van Jacques Feyder. Destijds werd de film uitgebracht onder de titel Een liefde in Weenen.

## Verhaal
Willi is een jonge luitenant in de Oostenrijkse keizerlijke wacht. Op een avond maakt hij kennis met Laura Taub in een goktent. Hij brengt de nacht door met haar. Laura wordt de maîtresse van de rijke, onaangename Schnabel. Willi gaat gokken tegen Schnabel met Laura als inzet.

## Rolverdeling
| Acteur             | Personage          |
| ------------------ | ------------------ |
| Ramón Novarro      | Willi              |
| Helen Chandler     | Laura              |
| Jean Hersholt      | Mijnheer Schnabel  |
| C. Aubrey Smith    | Generaal von Hertz |
| William Bakewell   | Otto               |
| Karen Morley       | Emily Kessner      |
| Douglas Montgomery | Von Lear           |
| Glenn Tryon        | Franz              |
| Clyde Cook         | Josef              |
| Sumner Getchell    | Emil               |
| Clara Blandick     | Mevrouw Hoffman    |
| Edwin Maxwell      | Mijnheer Hoffman   |
| Jackie Searl       | August             |